# نيكولاس بيشوب
نيكولاس بيشوب (بالإنجليزية: Nicholas Bishop)‏ هو ممثل أسترالي، ولد في 19 سبتمبر 1973 في المملكة المتحدة.

## وصلات خارجية
- نيكولاس بيشوب على موقع IMDb (الإنجليزية)
- نيكولاس بيشوب على موقع إن إن دي بي (الإنجليزية)
- نيكولاس بيشوب على موقع قاعدة بيانات الفيلم (الإنجليزية)